# Bąkowiec
Bąkowiec (prononciation : [bɔnˈkɔvjɛt͡s]) est un village polonais de la gmina de Garbatka-Letnisko dans le powiat de Kozienice de la voïvodie de Mazovie dans le centre-est de la Pologne.
Il se situe à environ 11 kilomètres au sud-est de Kozienice (siège du powiat) et à 92 kilomètres au sud-est de Varsovie (capitale de la Pologne).
Le village possède approximativement une population de 500 habitants en 2006.

## Histoire
De 1975 à 1998, le village appartenait administrativement à la voïvodie de Radom.